# SAMOS 7
SAMOS 7 (ang. Satellite And Missile Observation Satellites) – amerykański satelita rozpoznawczy programu SAMOS. Należał do drugiej serii (Program 201) tego programu, która miała przesyłać zdjęcia drogą radiową, a nie za pomocą kapsuły powracającej na Ziemię. Jednak ta misja mimo wszystko posiadała jeszcze kapsułę powrotną.
Pierwsza misja Programu 201 wyniosła, prócz kamery fotograficznej E-6 (ogniskowa 70 cm; rozdzielczość na powierzchni Ziemi 2,4 m; obejmowała 280 km terenu), kilka dodatkowych ładunków naukowych przygotowanych przez laboratoria badawcze bazy sił powietrznych w Cambridge: miernik albedo neutronów, miernik gęstości elektronów, radiometr podczerwony, zestaw płyt z emulsjami czułymi na promieniowanie kosmiczne.

## Czy misja się powiodła?

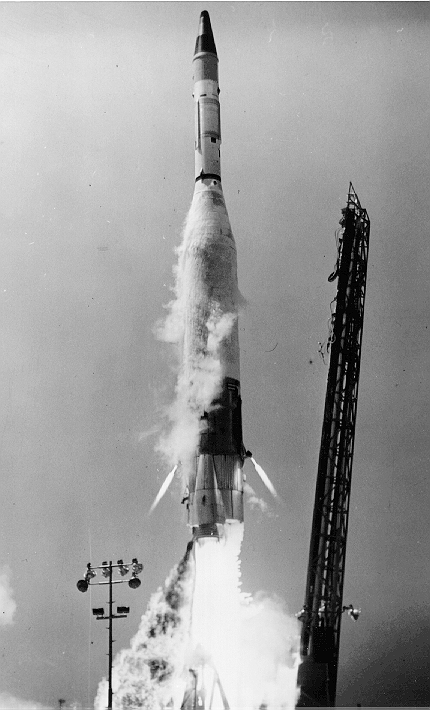
Start rakiety Atlas z satelitą SAMOS 7

Na temat sukcesu misji istnieje wiele sprzecznych dokumentów. Opisanie powodzenia eksperymentów z płytami (które w przypadku podobnych eksperymentów w kapsułach powrotnych satelitów wywiadowczych programu Corona badano na Ziemi) sugeruje, że statek przenosił kapsułę i że powróciła ona z orbity na Ziemię. Inne źródła utrzymują, że kamera E-6 nigdy nie została odzyskana. Notatka Narodowego Biura Rozpoznania z 30 kwietnia 1962 mówi o niedawno straconym SAMOSie. Inny dokument NRO mówi, że misja odniosła sukces jeśli chodzi o działanie kamery, ale porażkę, jeśli chodzi o odzyskanie [zdjęć? kapsuły?].
Deorbitacja satelity nastąpiła 28 kwietnia, 2 dni po starcie.
Różnie podawane są również parametry orbity satelity SAMOS 7. Parametry z Jonathan's Space Home Page, podane w tabeli, oparte są na komunikatach i zapisach wojska. NASA zaś publikuje: 170 × 350 km; okres 90 minut; nachylenie 74°; e = 0,01355; a godzinę wystrzelenia 21:36 UTC.